# Spicara alta
Spicara alta е вид бодлоперка от семейство Sparidae. Видът не е застрашен от изчезване.

## Разпространение и местообитание
Разпространен е в Ангола, Бенин, Габон, Гамбия, Гана, Гвинея, Гвинея-Бисау, Демократична република Конго, Екваториална Гвинея, Камерун, Кот д'Ивоар, Либерия, Нигерия, Сао Томе и Принсипи, Сенегал, Сиера Леоне и Того.
Среща се на дълбочина около 100 m.

## Описание
На дължина достигат до 30 cm, а теглото им е максимум 125 g.